# Maven Huffman
Maven Huffman (nascido em 26 de Novembro de 1976) é um ex-professor de uma escola central e lutador de wrestling profissional, mais conhecido pelas suas aparições na WWE, entre 9 de Outubro de 2001 e 5 de Julho de 2005, sobre o ring name Maven.

## Carreira

### World Wrestling Entertainment
Maven se tornou um lutador profissional com 25 anos de idade, participando do reality show da World Wrestling Federation WWF Tough Enough). Foi vencedor junto com Nidia.
A sua primeira aparição em um PPV da WWE decorreu-se durante o Royal Rumble 2002, após  eliminar o The Undertaker. O seu primeiro título foi o Hardcore, quando derrotou o mesmo Undertaker após interferência de The Rock.
Acabou perdendo o título na WrestleMania X8 para Spike Dudley, quando a regra 24/7 foi ativada. Em 2003, participou de seu segundo Royal Rumble, onde foi derrotado por Undertaker e se contundiu.
Voltou em 2004, logo com uma vitória sobre David Batista. Maven participou do Survivor Series 2004, onde venceu com Randy Orton, Chris Benoit e Chris Jericho, tendo o grupo o controle da RAW por um mês.
Maven foi o primeiro a controlar a RAW, marcando uma luta entre ele e Triple H pelo World Heavyweight Championship. HHH ganhou com interferência de Snitsky e Ric Flair. Maven tornou-se heel após se envolver em uma storyline com Eugene.
Maven entrou em feud com o Intercontinental Champion Shelton Benjamin, fazendo com que os dois lutassem no New Year's Revolution 2005 em uma luta valendo o título. Maven perdeu após um roll-up de Benjamin.
No dia 5 de Julho de 2005, após a sua carreira entrar em declínio, Maven acabou rompendo o seu contrato com a WWE, após a sua carreira entrar em declínio.

### Reality TV e Circuitos Independentes
Alguns meses após romper o seu contrato com a WWE, foi anunciado que Maven seria um participante do The Surreal Life, na Sessão 6. Após algumas aparições, Maven retomou a carreira de wrestler profissional e atuou em circuitos independentes, como a United Wrestling Federation. Ele também apareceu no Home Shopping Network, no show MSN Today.

## No wrestling
- Finishing moves
  - Halo DDT
  - M–Plosion
  - Missile dropkick

- Ataques secundários
  - Bulldog
  - Dropkick, repetidamente executado
  - Diving crossbody
  - Multiple arm drags
  - Reverse Russian legsweep
  - Running clothesline

- Managers
  - Al Snow
  - Simon Dean

- Temas de entrada
  - "Tatoo" de Big Mother Thruster

## Títulos e prêmios
- All–Star Wrestling
  - ASW Heavyweight Championship (1 vez)

- - World Wrestling Federation
  - WWF Tough Enough vencedor com Nidia (Sessão Um)
  - WWF Hardcore Championship (3 vezes)

- Pro Wrestling Illustrated
  - PWI Jovem do Ano (2002)
  - PWI o colocou como #88 dos 500 melhores wrestlers durante a PWI 500 de 2003.